# Herrskog
Ej att förväxla med Herrskogen.
Herrskog eller Skog, är en småort (före 2013 tätort) i Skogs socken i Kramfors kommun.
Herrskog ligger invid länsväg 332 ("gamla E4") cirka 15 km öster om Sandöbron. Orten ligger vid Storsjöns västra ände strax väster om Skogs kyrka.

## Befolkningsutveckling
| Befolkningsutvecklingen i Herrskog 1960–2020                                                                                 | Befolkningsutvecklingen i Herrskog 1960–2020 | Befolkningsutvecklingen i Herrskog 1960–2020 | Befolkningsutvecklingen i Herrskog 1960–2020 | Befolkningsutvecklingen i Herrskog 1960–2020 |
| --- | -------------------------------------------- | -------------------------------------------- | -------------------------------------------- | -------------------------------------------- |
| |                                              |                                              |                                              |                                              |
| År |                                              |                                              | Folkmängd                                    | Areal (ha)                                   |
| 1960 | 1960                                         |                                              | 187                                          | ¤                                            |
| 1970 | 1970                                         |                                              | 241                                          |                                              |
| 1975 | 1975                                         |                                              | 276                                          |                                              |
| 1980 | 1980                                         |                                              | 264                                          |                                              |
| 1990 | 1990                                         |                                              | 269                                          |                                              |
| 1995 | 1995                                         |                                              | 254                                          |                                              |
| 2000 | 2000                                         |                                              | 223                                          |                                              |
| 2005 | 2005                                         |                                              | 188                                          | 46#                                          |
| 2010 | 2010                                         |                                              | 188                                          | 46#                                          |
| 2015 | 2015                                         |                                              | 211                                          | 66                                           |
| 2020 | 2020                                         |                                              | 200                                          | 65                                           |
| Anm.: Ny tätort 1970. Upphörde som tätort 2005. Åter tätort 2015. ¤ Som tätortsbebyggelse med 150-199 invånare # Som småort. |                                              |                                              |                                              |                                              |

## Ortnamnet
Tolkningen av namnets (1535 Hersskogh) förled är osäkert. Möjligen är det baserat på dialektordet har, 'stenig mark; stenröse'; det har även föreslagits att förledet baseras på herre.  Efterledet är skog.